# Humidicutis rosella
Humidicutis rosella är en svampart som först beskrevs av Speg., och fick sitt nu gällande namn av Rolf Singer 1969. Humidicutis rosella ingår i släktet Humidicutis och familjen Hygrophoraceae.   Inga underarter finns listade i Catalogue of Life.